# 716 Berkeley
716 Berkeley
716 Berkeley là một tiểu hành tinh ở vành đai chính. Nó được Johann Palisa phát hiện ngày 30.7.1911 ở Viên, và được đặt theo tên đại học California tại Berkeley